# كيجيورو شيديهارا
كيجيورو شيديهارا (باليابانية: 幣原 喜重郎 شيديهارا كيجيورو ) (11 أغسطس 1872 - 10 مارس 1951) كان سياسي ياباني شغل منصب رئيس الوزراء الياباني الرابع والأربعين.

## روابط خارجية
- كيجيورو شيديهارا على موقع الموسوعة البريطانية (الإنجليزية)